# Bán đảo Kerch

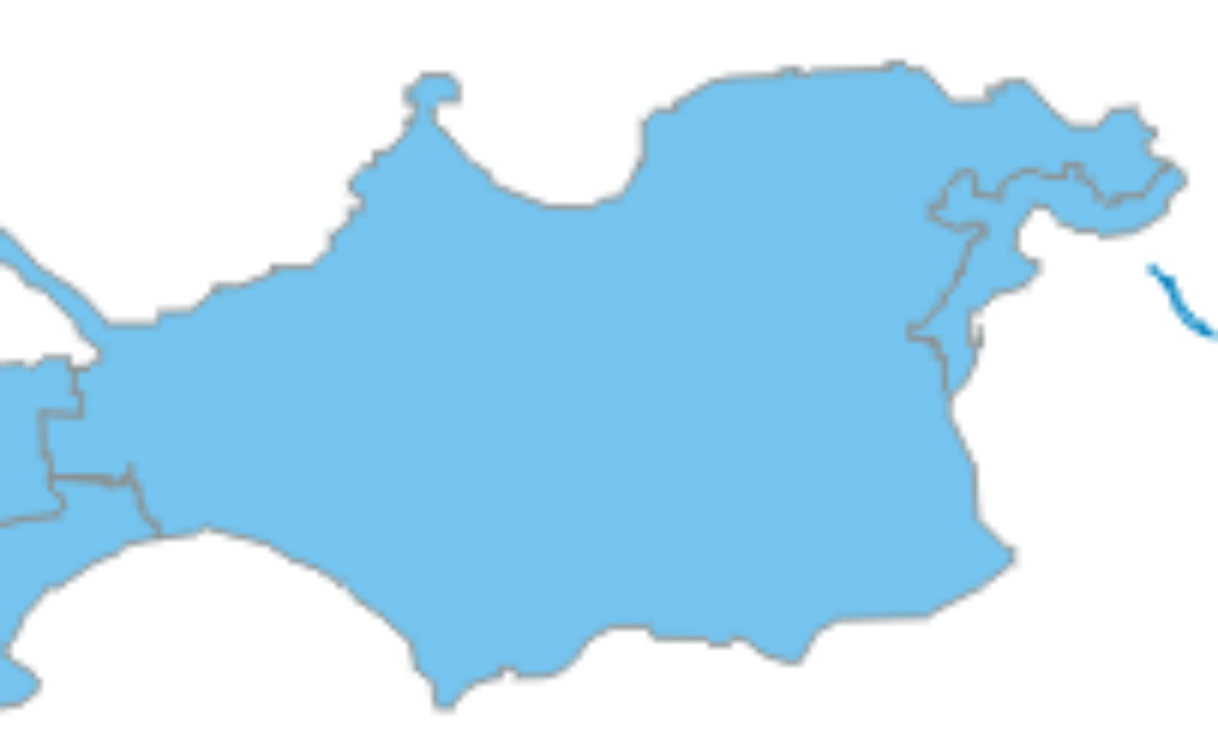
Bản đồ bán đảo Kerch

Bán đảo Kerch (tiếng Ukraina: Керченський півострів, chuyển tự: Kerchenskyi pivostriv; tiếng Nga: Керченский полуостров, chuyển tự: Kyerchyenskii polu'ostrov; tiếng Tatar Krym: Keriç yarımadası) là một bán đảo nổi bật nằm ở phần phía đông của bán đảo Krym, Ukraina. Xưa kia đây là một eo đất nằm chắn ngang giữa biển Azov và biển Đen. Phần lớn diện tích bán đảo Kerch là thuộc huyện Lenine của Krym. Nằm đối diện với bán đảo Kerch là bán đảo Taman của Liên bang Nga.
Hầu hết bán đảo bị biển bao bọc và chỉ nối vào đất liền ở phía tây nhờ eo đất Aqmanai rộng 17 km. Bờ nam của bán đảo giáp biển Đen và vịnh Feodosia; bờ đông giáp eo biển Kerch và bờ bắc giáp biển Azov, vịnh Kazantip và vịnh Arabat. Xa về hướng tây bắc của bán đảo là một eo đất tên là mũi đất Arabat (ngăn cách biển Azov với Sivash, hay còn gọi là biển Thối). Phía đông bán đảo có núi Mithridat nằm tại bờ eo biển Kerch. Phía đông nam bán đảo có núi Sosman và Kharuchu-Oba. Núi cao nhất bán đảo là núi Pikhbopai, cao 189 m.
Nơi rộng nhất của bán đảo được đo từ mũi đất Kazan-Tip (phía bắc) đến mũi đất Chauda (phía nam), rộng 52 km. Bán đảo dài trên 90 km nếu đo từ phần phía tây của eo đất Aqmanai đến mũi đất Fonar. Diện tích bán đảo chỉ khoảng 2830 km², chiếm hơn 10% diện tích bán đảo Krym.

## Các đối tượng địa lý khác
Các mũi đất
- Biển Đen: Chauda, Opuk và Takhil
- Biển Azov: Malyi, Fonar, Khroni, Zyuk, Chahany, Kazan-Tip, Kiten và Krasny Kut.

Hồ, sông và vịnh
Xung quanh mũi đất Kazan-Tip còn có vịnh Mysova và vịnh Tatarska. Hai vịnh này khiến mũi đất Kazan-Tip trông giống một bán đảo nhỏ.

## Khu bảo tồn thiên nhiên
Trên bán đảo Kerch có một số khu bảo tồn thiên nhiên là: 
- Khu bảo tồn thiên nhiên Opuk
- Khu bảo tồn thiên nhiên Kazan-Tip
- Đồng bằng ngập nước Ostanine